# Klimient Kolesnikow
Klimient Andriejewicz Kolesnikow (ros. Климент Андреевич Колесников; ur. 9 lipca 2000 w Moskwie) – rosyjski pływak specjalizujący się w stylu grzbietowym, wicemistrz olimpijski, dwukrotny mistrz świata na krótkim basenie, sześciokrotny mistrz Europy na basenie 50-metrowym i rekordzista świata.

## Kariera
W 2016 roku na mistrzostwach Europy juniorów w Hódmezővásárhely zdobył pięć medali. Indywidualnie złoto wywalczył w konkurencjach 50 i 100 m stylem grzbietowym, w których pobił rekordy świata juniorów, uzyskawszy odpowiednio czasy 24,94 i 53,65 s. 

### 2017
Podczas mistrzostw Europy juniorów w Netanji okazał się najlepszy na dystansie 50 i 200 m stylem grzbietowym, kończąc wyścigi finałowe z wynikami 25,15 s i 1:57,73 min. W konkurencji 100 m stylem grzbietowym z czasem 54,69 s zdobył srebrny medal. Ponadto wywalczył cztery medale w sztafetach, srebrne w sztafecie męskiej i mieszanej 4 × 100 m stylem zmiennym oraz sztafecie mieszanej 4 × 100 m stylem dowolnym. W sztafecie męskiej 4 × 100 m stylem dowolnym zdobył brąz. 
Miesiąc później, na mistrzostwach świata seniorów w Budapeszcie w półfinale 200 m stylem grzbietowym ustanowił nowy rekord świata juniorów (1:55,15), a dzień później w finale tej konkurencji poprawił go o 0,01 s i zajął czwarte miejsce. Na dystansie dwukrotnie krótszym uzyskał czas 53,84 i zajął dziewiąte miejsce ex aequo z Chińczykiem Li Guangyuanem. Zgodnie z przepisami zawodnicy musieli popłynąć w wyścigu o miano pierwszego rezerwowego, w którym Kolesnikow z wynikiem 53,38 pobił rekord świata juniorów. W konkurencji 50 m stylem grzbietowym uplasował się na 17. pozycji (25,23).
9 sierpnia podczas zawodów Energy For Swim w Rzymie z czasem 53,35 poprawił rekord świata juniorów na 100 m stylem grzbietowym.
W listopadzie na mistrzostwach Rosji na krótkim basenie w Kazaniu pobił rekordy świata juniorów w konkurencjach 50 i 100 m stylem grzbietowym, uzyskawszy odpowiednio czasy 23,28 i 49,84. Kolesnikow pobił także rekord Rosji seniorów na dystansie 200 m stylem zmiennym (1:53,36).
Miesiąc później, podczas mistrzostw Europy na krótkim basenie w Kopenhadze zdobył sześć medali, w tym cztery złote. Indywidualnie zwyciężył na dystansie 100 i 200 m stylem grzbietowym, gdzie ustanowił nowe rekordy świata juniorów, uzyskawszy odpowiednio czasy 48,99 s i 1:48,02 min. Złoto wywalczył także w męskiej sztafecie 4 × 50 m stylem dowolnym i na jej pierwszej zmianie pobił rekord świata juniorów (21,24). Płynął również w wyścigu eliminacyjnym sztafet mieszanych 4 × 50 m stylem dowolnym i otrzymał srebrny medal, kiedy Rosjanie w finale zajęli drugie miejsce. Ostatniego dnia mistrzostw zdobył srebro na dystansie 50 m stylem grzbietowym i czasem 23,07 pobił rekord świata juniorów. Kilkanaście minut później wraz z Kiriłłem Prigodą, Aleksandrem Popkowem i Władimirem Morozowem zwyciężył w sztafecie 4 × 50 m stylem zmiennym, w której reprezentanci Rosji ustanowili nowy rekord świata (1:30,44), a Kolesnikow na pierwszej zmianie sztafety poprawił własny rekord juniorów na 50 m stylem grzbietowym, uzyskawszy czas 22,83.
22 grudnia podczas Pucharu Władimira Salnikowa w Petersburgu z czasem 48,90 ustanowił nowy rekord świata na dystansie 100 m stylem grzbietowym.

### 2018
W sierpniu na mistrzostwach Europy w Glasgow zdobył sześć medali, w tym trzy złote. Kolesnikow zwyciężył w konkurencji 50 m stylem grzbietowym, czasem 24,00 poprawiając rekord świata. Złoto wywalczył również na dystansie dwukrotnie dłuższym, gdzie ustanowił nowy rekord swojego kraju (52,53). Płynął także w męskiej sztafecie 4 × 100 m stylem dowolnym, która zajęła pierwsze miejsce. Zdobył także srebrne medale w sztafetach męskiej i mieszanej 4 × 100 m stylem zmiennym. Kolesnikow brał także udział w sztafecie mieszanej 4 × 100 m stylem dowolnym, która uplasowała się na trzecim miejscu.

### Rekordy świata
| Konkurencja              | Basen      | Rezultat | Miejsce   | Data              | Status                               |
| ------------------------ | ---------- | -------- | --------- | ----------------- | ------------------------------------ |
| 100 m stylem grzbietowym | 25-metrowy | 48,58 s  | Budapeszt | 21 listopada 2020 | do 29 sierpnia 2021 Coleman Stewart  |
| 50 m stylem grzbietowym  | 50-metrowy | 23,80 s  | Budapeszt | 18 maja 2021      | do 28 kwietnia 2022 Hunter Armstrong |